# 唐烜
唐烜（？年—？年），字照青，一字仲旭，晚号芸叟，直隶盐山县人。清末官员、诗人。
光緒十五年（1889年）己丑科二甲進士。同年五月，著主事，分部学习，授官刑部主事，历官大理院五品推事。唐烜工诗，有《虞渊集》。《晚晴簃诗汇》收其诗作。